# Поздняков, Валерий Александрович
Валерий Александрович Поздняков (15 марта 1940, Ярославль — 7 августа 2021, Красноярск) — российский государственный деятель. С 1991 по 1996 год — первый глава города Красноярска.

## Биография
Родился 15 марта 1940 года в Ярославле. Отец — Поздняков Александр Александрович, участник Великой Отечественной войны, погиб в 1941 году. Валерий Александрович окончил школу в 1957 году. В 1958 году окончил техническое училище. До 1961 года работал на Ярославском шинном заводе. С декабря 1961 года по октябрь 1983 года на Красноярском шинном заводе. Трудовой путь начинал с должности сборщика автопокрышек, постепенно занимал все более высокие посты, работая мастером, начальником смены, заместителем начальника цеха. 
С 1975 года — член КПСС. 
В 1984 году получил специальность инженера-технолога в Сибирском технологическом институте.
С 1983 по 1987 год работал на заводе РТИ заместителем начальника, начальником производства, заместителем директора РТИ по коммерческим вопросам. 6 апреля 1987 года утвержден на должность директора Красноярского шинного завода.
В 1990 году стал председателем Красноярского городского совета народных депутатов. 14 декабря 1991 года назначен на пост главы администрации Красноярска.
Весной 1993 года Поздняков выдвигал свою кандидатуру на пост главы администрации края, но избран не был. В 1995 году был кандидатом в депутаты Государственной думы по Красноярскому избирательному округу (Правобережье) от движения «Наш дом — Россия», но так же не был избран.
В мае 1996 года освобожден от должности главы администрации Красноярска. После чего работал в должности заместителя губернатора Красноярского края, отвечал за координацию вопросов архитектуры, строительства и жилищно-коммунального хозяйства.
В декабре 1996 года был назначен руководителем муниципального унитарного предприятия «Горводоканал». В 1999 году — выдвигал свою кандидатуру в депутаты Законодательного собрания Красноярского края, но избран не был.
В апреле 2004 года назначен представителем города в Совете Директоров АО «Универсальный Дом быта».
С декабря 2008 года по 2011 год — председатель совета директоров ГУК «Жилфонд».
Умер 7 августа 2021 года на 82-м году жизни.
13 августа в Большом концертном зале Красноярской краевой филармонии состоялась церемония прощания, а похороны прошли в тот же день на Аллее Славы Бадалыкского кладбища Красноярска.

## Семья
Супруга Позднякова Маргарита Викторовна, сын Алексей.

## Награды
- Благодарность Президента Российской Федерации
- Почётный гражданин города Красноярска (2015)[11]

## Память
- В 2023 году в Красноярске открыли мемориальную доску в память о первом мэре Красноярска, почетном гражданине города В. А. Позднякове. Памятный знак установили на здании компании «КрасКом» по адресу улица Парижской Коммуны, 41. Здесь Валерий Александрович проработал с 1998 по 2004 год, возглавлял городской «Водоканал» (сейчас «КрасКом»)[12].